# Războiul lui Red Cloud
Războiul lui Red Cloud - cunoscut și sub numele de Războiul Bozeman sau Războiul de pe Râul Powder - a fost un conflict armat între triburile Lakota, Cheyenne-ii Nordici și Nordicii Arapaho, respectiv Statele Unite care a avut loc în teritoriile Wyoming și Montana din 1866 până în 1868. Conflictul a avut ca motiv principal controlul părții vestice a districtului Powder River din ceea ce azi este partea central-nordică a statului Wyoming. Această pășune, bogată în bizoni, era tradițional sub controlul indienilor Crow, însă recent tribul Lakota a preluat controlul acesteia. Tribul Crow avea prin tratatul semnat la Fortul Laramie în 1851 dreptul la zona respectivă. Toate părțile semnatare au fost implicate în „Războiul lui Red Cloud”.
În 1863, americanii europeni au constituită Traseul Bozeman prin inima teritoriului tribului Cheyenne, Arapaho și Lakota. Era cea mai scurtă și cea mai simplă rută din Fortul Laramie și Traseul Oregon către zăcămintele de aur din Montana. Din 1864 până în 1866, traseul a fost traversat de aproape 3.500 de mineri, coloniști emigranți și alte persoane, toți intrând în competiție cu indiene pentru resursele împuținate din apropierea traseului.
Statele Unite au numit războiul după Red Cloud, o cunoscută căpetenie a Oglala Lakota aliată cu triburile Cheyenne și Arapaho. Armata Statelor Unite a construit forturi ca răspuns la atacurile săvârșite asupra călătorilor civili folosindu-se de dreptul oferit de tratat pentru „a întemeia drumuri, posturi militare și altele”. Toate trei forturile erau localizate în 1851 pe teritoriul indienilor Crow și acceptate de către aceștia. Tribul Crow considera că își protejau cel mai bine interesele prin cooperarea cu armata Statelor Unite.
Războiul lui Red Cloud a fost caracterizat în mare parte de raiduri și atacuri constante la scală mică asupra soldaților și civililor din cele trei forturi din comitatul Powder River, distrugând aceste garnizoane. Cea mai mare acțiune militară a conflictului a fost reprezentată de Lupta Fetterman - cu 81 de decese suferite de Statele Unite -, concomitent și cea mai mare înfrângere militară suferită de către Statele Unite pe Marile Câmpii până la bătălia de la Little Bighorn în rezervația indiană Crow care va avea loc zece ani mai târziu.
Obținând pacea prin Tratatul de la Fortul Laramie în 1868, tribul Lakota și aliații săi au fost victorioși. Au obținut controlul legal a părții vestice a comitatului Powder River, deși victoria va dura doar opt ani până la marele război Sioux din 1876, unde Statele Unite îi va strămuta. Triburile Crow și-au pierdut teritoriile de vânătoare din regiunea Powder River. Odată cu tratatul, „... guvernul a trădat triburile Crow care au fost de acord să ajute armata în susținerea pozițiilor timp de doi ani”.

## Context
Începând cu 1805, o tabără a tribului Crow i-a permis negustorului franco-canadian de blănuri Francois Antoine Larocque să o urmeze de-a lungul zonei Râului Powder. Conform acestuia, tribul Crow „... popula partea estică a munților Stâncoși la izvorul râului Yellowstone și a ramificațiilor acestora - râurile Bighorn, Tongue, Powder și altele - și aproape de izvorul râului Missouri”. De la sfârșitul secolului XVII, tribul Lakota a început să migreze spre vest în Marile Câmpii. Aceștia și-au extins teritoriul atât de mult încât la începutul secolului XIX, regiunea intermediară a Râului Missouri se afla sub controlul acestora. Războinicii Lakota și cei din Cheyenne au comis un masacru într-o mare tabără a tribului Crow de pe Râul Tongue în 1820, fapt care a condus la nașterea unei animozități permanente. În 1843, exploratorul american John Frémont preciza că Lakota i-au adus la cunoștință dorința de a subjuga teritoriile Crow pe motiv că vânatul lor preferat, bizonii, erau extrem de numeroși în vest.
În 1851, zona în cauză a fost inclusă pentru prima dată într-un tratat semnat alături de Statele Unite, act intitulat Tratatul de la Fortul Laramie. Acordul de pace a conturat teritorile triburilor astfel încât Statele Unite să poată stabili pacea printre aceștia și să-și poată proteja propriii coloniști. Tratatul a fost semnat de către reprezentanții numeroaselor triburi din Câmpii și din regiunile vestice muntoase - Crow, Lakota, Cheyenne, Arapaho; Gros Ventre, Mandan, Arikara; Assiniboine și alte națiuni. Conflictele intertribale reprezenta o modalitate normală prin intermediul căreia triburilor obțineau avantaje economice și sociale - blănuri, sclavi, cai, teritorii de vânătoare și alte interese. Aceste lupte au continuat până în finalul secolului XIX.

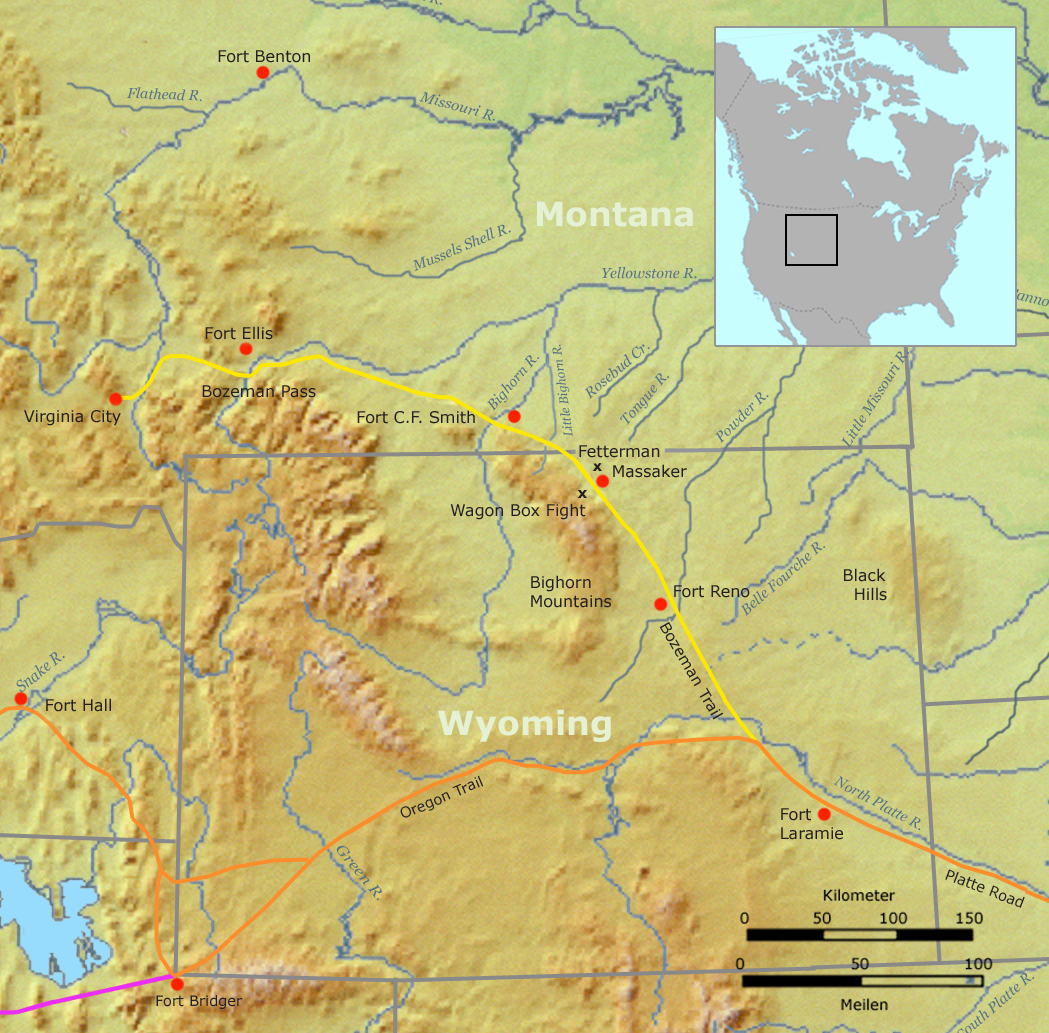
O hartă a celor trei forturi construite de armata Statelor Unite de-a lungul Căii Bozeman în teritoriul anexat de Lakota. Construcția acestor forturi a reprezentat cauza războiului lui Red Cloud.

Deoarece vânatul s-a diminuat la mijlocul anilor 1850, Lakota a început să-și extindă teritoriile de vânătoare și a „ignorat hotarele” tratatului din 1851. Au traversat Râul Powder (linia care separa teritoriile Lakota de cele ale tribului Crow) și și-au lansat „propriul program de expansiune” vestică în detrimentul celorlalte triburi. Pentru cei din Crow, cămpiile din apropierea viitorului oraș Wyola, Montana a devenit câmpul unor „bătălii la scală largă împotriva invadatorilor Sioux”. Până în 1860, Lakota și aliații săi i-au alungat pe Crow de pe teritoriile de vânătoare din partea vestică a râului Powder garantate de tratat.
Numărătoarea de iarnă a celor de Lakota realizată de ben Kindle (Oglala) reflectă conflictele dintre Crow și Oglala în timpul acelor ani. În 5 din 8 „ierni” (ani) din 1857 până în 1864, acesta face referire la victoriile Ogala în fața membrilor Crow sau vice-versa. Anul 1857 este întipărit în memoria tribului datorită bătăliei în care „Cei din Sioux au ucis zece indieni Crow”. Într-o luptă din 1863, „Cei din Crow au ucis opt indieni Oglala Sioux”.
Descoperirea zăcămintelor de aur în 1863 în jurul Bannack, Montana a reprezentat un catalizator pentru coloniștii albi în crearea unei rute economice către regiunile aurifere. În timp ce unii emigranți au pornit către Salt Lake City și apoi spre în Montana, pionierul John Bozeman și John M. Jacobs au dezvoltat Calea Bozeman: din Fortul Laramie spre nord prin comitatul râului Powder aflat la est Munții Bighorn către Yellowstone, iar apoi către vest peste ceea ce azi este cunoscut drept Trecătoarea Bozeman. „Este evident că marile trasee nordice către și din Montana, atât pe apă, cât și pe pământ, sunt situate de-a lungul comitatului indienilor Crow...” stabilea Comisarul Afacerilor Indiene în 1867. Totuși, triburile Lakota „au alungat treptat triburile Crow de pe aceste teritorii către izvorul râului Yellowstone”, iar acum revendică „drept pradă de război aproape întregul comitat traversat de ceea ce este numit ruta râului Powder [Calea Bozeman] ...”. Traseul trecea prin teritoriile de vânătoare de pe râul Powder ale tribului Lakota sau Vesticii (Teton) Sioux. Un al doilea traseu, Calea Bridger, traversa la vest de munții Bighorn, însă distanța era mai lungă și mai puțin favorabilă.
Comitatul râului Powder cuprindea numeroase râuri - Bighorn, Rosebud, Tongue și Powder) care curgeau dinspre nord-est din Munții Bighorn în Yellowstone. Tribul Cheyenne a fost primul prezent în această zonă, urmați fiind de clanurile Lakota. Dat fiind faptul că teritoriile nordice au început să fie ocupate de coloniștii albi, această regiune a devenit ultimul teren virgin de vânătoare al triburilor Arapaho și Cheyenne, respetiv a câtorva clanuri Lakota.
Încălcarea tratatului prin anexarea teritoriilor Crow din zona râului Powder în anii 1850 de către Lakota a reprezentat motivul războiului purtat de Red Cloud cu Statele Unite zece ani mai târziu pe exact aceleași teritorii. Conflictul dintre Statele Unite și triburile Lakota a fost un conflict între „... două imperii expansioniste, cele mai dramatice bătălii fiind purtate pe teritoriile recent preluate de către Sioux”.
În 1865, general-maiorul Grenville M. Doge a ordonat Expediția de pe râul Powder împotriva Lakota, Cheyenne și Arapaho. Trei coloane de soldați care cuprindeau 2.675 de bărbați aflați sub comanda lui Patrick E. Connor au pătruns pe teritoriile comitetului Powder. Expediția a fost neconcludentă; trupele nu au reușit să-i învingă pe indieni în vreo bătălie decisivă, deși au distrus un sat Arapaho în Bătălia de pe Râul Tongue. Expediția a reprezentat în mare parte un eșec deoarece rezistența indienilor Lakota era mai determinată ca niciodată.

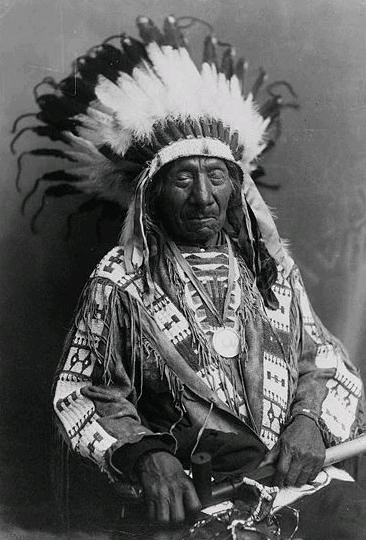
Căpetenia Red Cloud.

După expediția de pe râul Powder, Statele Unite au încercat să negocieze dreptul coloniștilor de a traversa teritoriul indian în siguranță. În toamna anului 1865, a negociat câteva tratate cu liderii Lakota, Cheyenne și Arapaho. Tratatele asigurau compensații monetare indienilor în schimbul retragerii de pe rutele stabilite sau prestabilite dinăuntrul comitatul râului Powder. Totuși, semnatarii acestor tratate erau „trăntorii Laramie” - indieni care trăiau în apropierea Fortului Laramie și supraviețuiau de pe urma alimentelor oferite de locuitorii acestuia. Ca tratatul să fie aplicat, indienii care au luptat împotriva lui Connor, cu precădere Red Cloud, trebuiau să fie implicați. Dat fiind faptul că niciun colonist alb nu avea curajul să pornească în căutarea lui Red Cloud pentru a-l aduce să participe la negocieri în Fortul Laramie, câțiva „trântori” au preluat sarcina. Pe 12 martie 1866, Red Cloud și membrii Oglala au intrat în fort. Red Cloud a promis că va rămâne pașnic în fort atâta timp cât negociatorul șef, E. B. Taylor, va înmâna cadouri indienilor prezenți.
Membrii Crow - precum Wolf Bow - au încercat să-i îndemne pe americani să acționeze împotriva invadatorilor indieni: „Pune-i pe indienii Sioux în propria țară și ține-i departe de noi. Nu încetați luptele împotriva lor”. De fiecare dată când aveau oportunitatea, membrii Crow îi atenționau pe soldați cu privire la atacurile iminente ale indienilor și au protejat alături de aceștia grajdurile cailor. Atacurile și raidurile săvârșite asupra soldaților de către Lakota „... păreau un mare război Sioux de protejare a propriilor teritorii. Și asta era - însă Sioux a cucerit de curând aceste teritorii de la alte triburi, iar acum le apără atât de acestea, cât și de coloniștii albi”.

## Consiliul de la Fortul Laramie
Negocierile dintre Red Cloud și ceilalți lideri ai triburilor ameridiene alături de reprezentanții Statelor Unite au început în iunie 1866. Totuși, pe 13 iunie, în cel mai nepotrivit moment, colonelul Henry B. Carrington - aflat în fruntea celui de-al 18-lea Regiment de Infanterie - a sosit în fortul Laramie cu două batalioane din regiment (aproximativ 1.300 de oameni în 16 companii) și materiale de construcție. Ordinele pe care trebuia să le înfăptuiască constau în întemeierea unor forturi în comitatul râului Powder cu ajutorul celui de-al doilea batalion din Regimentul 18. Cel de-al treilea batalion avea rolul de a proteja posturile situate d-a lungul vechii căi către Oregon, intitulată acum Drumul Platte. Carrington a ales cel de-al doilea batalion deoarece era format din 220 de veterani ai războiului civil. Când Carrington și-a făcut apariția la negocieri în următoarea zi, Red Cloud a refuzat să-l îngăduie și a acuzat Statele Unite de rea-credință. Red Cloud, Young Man Afraid Of His Horses și alți lideri s-au retras de la negocieri și au părăsit Fortul Laramie.
Negocierile au continuat alături de liderii indieni rămași. Statele Unite le-a oferit o sumă substanțială pentru cooperarea lor: 70.000$ anual pentru Lakota și 15.000$ anual pentru Cheyenne. Pe 29 iunie, Taylor a transmis către Washington că a fost stabilit un tratat și că „cele mai cordiale sentimente au predominat” între albi și indieni. A afirmat că doar 300 de războinici conduși de Red Cloud nu au fost de acord cu tratatul. Guvernul Statelor Unite au manifestat optimism cu privire la această înțelegere realizată în scopul stabilirii păcii. În decembrie, președintele Andrew Johnson în discursul privind Starea Uniunii a precizat că indienii s-au „suspus necondiționat autorității noastre și și-au exprimat dorința de reînnoire a relațiilor de prietenie”. Johnson nu era conștient însă de fapt că Carrington era exact în momentul respectiv sub asediul indienilor la Fortul Phil Kearny.
Acordul nu a fost ratificat. Statele Unite, ca semnatar al tratatului de la Fortul Laramie din 1851, putea întreprinde negocieri importante cu privire la cămpiile vestice din comitatul râului Powder doar cu deținătorii legitimi ai zonei, tribul Crow.

## Beligeranți
Carrington a părăsit Fortul Laramie îndreptându-se spre comitatul Râului Powder pe 17 iunie 1866, în fruntea a 700 de soldați, 300 de civili - inclusiv soțiile și copiii soldaților -, o grupare militară formată din 35 de oameni și 1.000 de vite rezerve de hrană. Numărul soldaților reflectă scăderea efectuată în forțele armate după încheierea războiului civil. Expedițiile militare precedente organizate împotriva Sioux de către Alfred Sully, Henry Hastings Sibley și Patick Edward Connor din 1863 până în 1865 cuprindeau peste 2.000 de soldați.

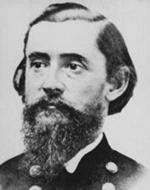
Colonelul Henry B. Carrington.

Cincisute din soldații lui Carrington erau recruți noi și majoritatea făceau parte din infanterie. Resursele de muniție erau mult mai reduse decât cele 100.000 promise acestuia. Oamenii lui Carrington erau înarmați cu puști Springfield muzzleloader utilizate în războiul civil, nu cu noile carabine Spencer și puștile cu încărcare pe culată. Acesta a fost „echipat cu oameni, arme și rezerve să construiască și să protejeze forturile, nu să poarte un război”.
Carrington nu a utilizat cercetași indieni, însă aceștia i-ar fi putut furniza informații esențiale cu privire la oponenții săi și la trupele trimise într-o misiune de „recunoaștere și distrugere”. Aproape întregul succes al expediției de pe râul Powder organizate anul trecut erau atribuite cercetașilor Pawnee și Omaha care au însoțit campania. Un cercetaș dintr-un alt război indian ar spune despre soldații Statelor Unite că „Băieții unchiului Sam sunt prea lenți pentru o astfel de sarcină”. Ghidul lui Carrington a fost munteanul Jim Bridger.
Dușmanii lui Carrington, societățile nomadice de vânători și războinici ale triburilor Lakota Sioux, Cheyenne-ii Nordici și Arapaho, erau avantajați datorită mobilității, echitației, cunoșterii ținutului, tacticilor de gherilă de tipul „lovește și fugi” și capacității de concentrare a forțelor astfel încât să obțină superioritate numerică. Concomitent, aceștia erau caracterizați de o serie de slăbiciuni precum puterea militară - în special în aspecte ce țin de organizare și acces la arme. Pe timp de vară și iarnă, lipsa resurselor naturale îi obligă pe indieni să trăiască în mici grupuri autonome dispersate. Aceștia se reunesc spre finalul verii și toameni în tabere imense pentru organizarea ceremoniilor, respectiv pentru luarea deciziilor politice și planificarea acțiunilor colective. Clanurile erau puternic descentralizate, iar indivizii nu considerau necesară respectarea deciziilor luate în cadrul grupului. Lakota era formată din șapte clanuri independente, fiecare împărțită la rândul său în numeroase subclanuri independente. Populația Cheyenne era caracterizată de o organizație mai structurată și mai centralizată politic.
Unii istorici au estimat numărul războinicilor lui Red Cloud la 4.000 de oameni. Numărul total al tribului Lakota în 1865 era de apoximativ 13.860. Cheyenne-ii Nordici și Arapaho cuprindeau aproape 3.000 - în total aproape 17.000 de bărbați, femei și copii. Mii de oameni din toate aceste trei triburi nu erau în comitatul Râului Powder alături de Red Cloud; alții nu s-au implicat în conflicte. Tipic milițiilor din Statele Unite, bărbații indieni erau războinici „part-time”. Aceștia își petreceau anual mare parte din vară și toamnă vânând bizoni și alte animale pentru a-și putea hrăni familile. Spre finalul iernii, respetiv al primăverii, mobilitatea acestora era limitată până la înverzirea ierbii și până când caii își vor redobândi puterea pierdută în iernile aspre din nordul Marilor Câmpii. Eficacitatea forțelor indiene era diminuate de lipsa de organizare și coeziune.
Indienii dețineau puține arme de foc și muniție insuficientă; doar șase din 81 de soldați care aveau să fie uciși în Lupta Fetterman au fost împușcați, iar doi din aceștia s-ar putea să se fi împușcat accidental. Arma standard utilizată de către aceștia era arcul și sâgeata. Scurt și robust, de obicei mai mic de 1.3 metri, arcul indian era construit pentru vânat de la mică distanță. Deși fatal pe rază scurtă, avea probabil mai puțin de jumătate din raza arcului lung englezesc care era eficace și de la 180 metri. Războinicii indieni nu aveau capacitatea de a produce daune semnificative oponenților aflați la mai mult de 90 metri. Spre deosebire de aceștia din urmă, muscheta Springfield Model de 1861 avea o rază de 257 metri sau chiar mai mult. Totuși, această armă avea cadența de tragere mult mai mică decât arcul, compensând parțial propriul avantaj.

## Războiul
Carrington și convoiul său au ajuns la Fortul Reno pe 28 iunie unde au  lăsat două companii (aproape 100 de soldați) pentru a le înlocui pe cele din a a 5-a Infanterie de Voluntari ai Statelor Numită (porecliți „Galvanized Yankees”), care au păzit fortul pe parcursul iernii. Continuându-și drumul spre nord, Carrington întemeiază pe 14 iulie Fortul Phil Kearny pe pârâul Piney, lângă ceea ce azi este Buffalo, Wyoming.
De acolo, două companii a celui de-al 18-lea Regiment a avansat 146 km. nord-vest unde, pe 13 august, au întemeiat cel de-al treilea post, Fortul C. F. Smith pe râul Bighorn. Deși era conștient de iernile severe și timpurii și de faptul că luna august nu era potrivită pentru inițierea construcțiilor, drumul i-a fost încetinit de transportul unei imense „mașini de tuns iarba”. În ciuda înlocuitorilor și întăririlor, forțele lui Carrington nu depășeau 700 de oameni, 400 dintre aceștia fiind localizați în Fortul Kearny.
Carrington era de profesie inginer și era desemnat politic, fără experiență pe câmpul de luptă. A utilizat resursele umane pentru a construi fortificații superioare. Ajuns în regiune la mijlocul lui iulie, a încercat să se pregătească pentru iarnă. Dată fiind asprimea iernilor din Wyoming, motivul era rezonabil, însă mare parte din ofițerii săi, nerăbdători să intre în luptă, erau furioși. Majoritatea erau veterani ai războiului civil, însă nu aveau experiența luptelor cu indieni și considerau că aceștia putea fi învinși cu ușurință.

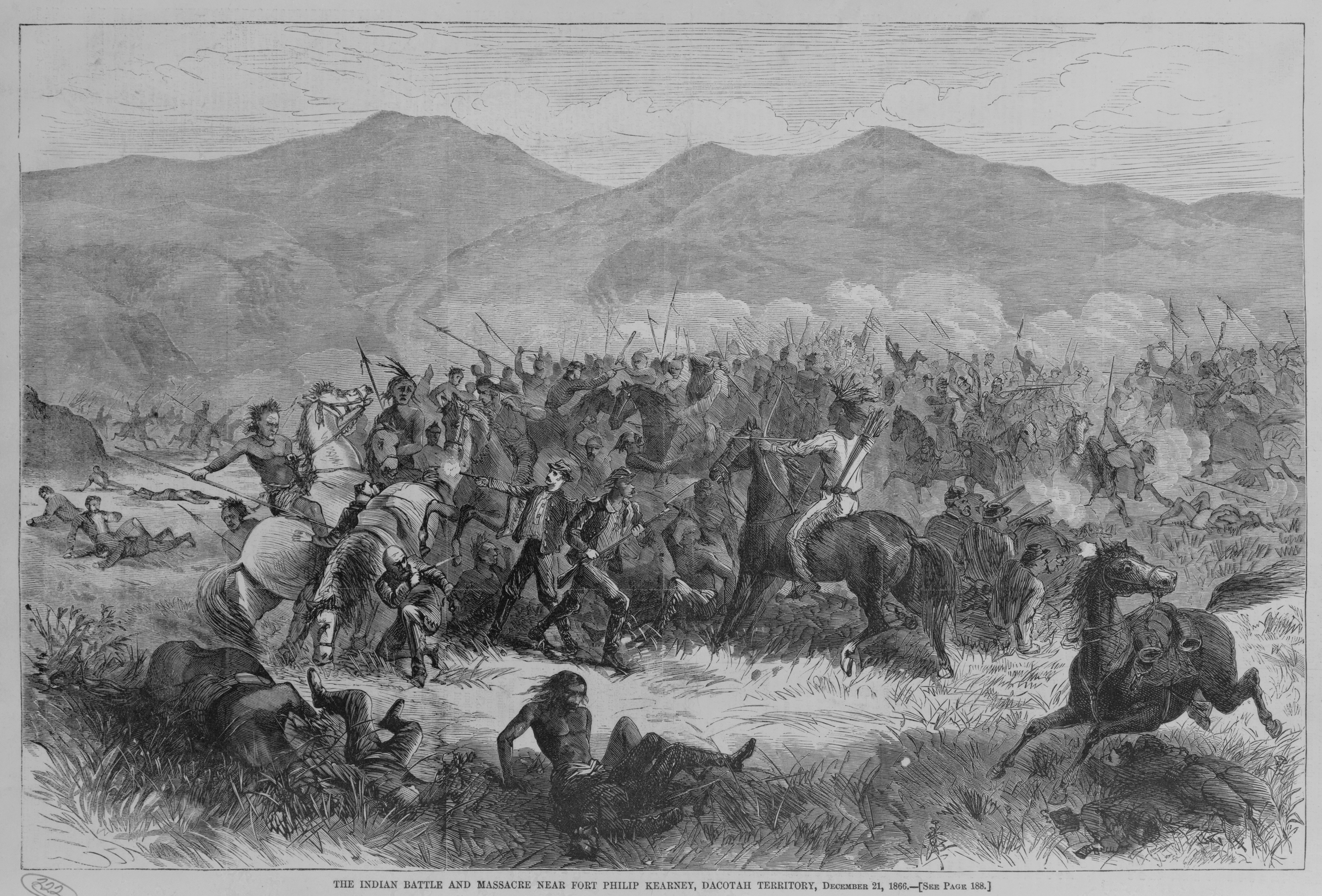
Bătălia din apropierea Fortului Philip Kearney, teritoriul Dakota, 21 decembrie 1866.

Pe 16 iulie, un grup de Cheyenne-i - inclusiv Dull Knife și Two Moons - l-au vizitat pe Carrington la Fortul Reno și au proclamat dorința lor pentru pace. Aceștia au spus că Red Cloud era prezent în zonă alături de 500 de războinici. Doi civili albi au fost uciși în acea zi, iar campania Lakota dusă împotriva forturilor situate de-a lungul căii a început în următoarea zi. Luptătorii lui Red Cloud s-au infiltrat printre paznicii din apropierea fortului și s-au năpustit asupra celor 175 de cai și catâri. În jur de 200 de soldați i-au următit pe indieni într-o luptă purtată de-a lungul a 24 km., încercând fără succes să recupereze animalele. Doi soldați și-au pierdut viața și alți trei au fost răniți în acest conflict. Întoriși în fort, au descoperit trupurile a șase negustori civili uciși de către indieni.
Pe 20 iulie, războinicii lui Red Cloud au atacat o căruță cu 37 de soldați și civili, dintre care doi și-au pierdut viața, la Crazy Woman Fork pe râul Powder. În urma atacurilor lansate asupra altor trăsuri civile, aproape întreg traficul a fost oprit pe Calea Bozeman. Carrington putea primii rezerve de hrană și muniție doar prin trăsurile bine păzite. În săptămânile și lunile următoare, indienii au continuat să atace căruțele care părăseau Fortul Kearny pentru a achiziționa cherestea dintr-o pădure aflată la 10 km. distanță. Căruțele care transporatu lemnul erau imense, constând din două linii paralelor formate din 24-40 de trăsuri protejate de cavaleri pe ambele flancuri. În cazul unui atac, trăsurile formau rapid un oval pentru protecție. Cincisprezece atacuri în apropierea fortului Kearny între 16 iulie și 27 septembrie au avut ca rezultat 6 soldați și 28 de civili uciși, respectiv pierderea a câteva sute de cai, catâri și vaci. De asemenea, mașina de tăiat fân a lui Carrington a fost distrusă.

### Bătălia de la Hundred Slain și Lupta Fetterman
În noiembrie 1866, căpitanii William J. Fetterman și James Powell au sosiit la Fortul Phil Kearny din garnizoana fortului Laramie a celei de-a 18-a Infanterii pentru a înlocui câțiva ofițeri recent concendiați. Spre deosebire de Carrington, Fetterman avea o lungă experiență a luptelor câștigată pe parcursul războiului civil, însă nu avea experiența luptelor cu indienii. Fetterman nu a fost de acord cu strategia propusă de Carrington despre care ar fi spus că era „pasivă” și lăudându-se că dacă i se dau „80 de soldați, va călări prin teritoriul Sioux”. 
Pe 6 decembrie, sublocotenentul Horance S. Bingham aflat în fruntea Companiei C a celei de-a 2-a Cavalerii, a fost ucis de indieni în timp ce alunga un grup care tocmai atacase o căruță cu cherestea. Aceștia au fost urmăriți în timp ce se retrăgeau peste Lodge Trail Ridge unde Bingham a fost copleșit de forțele lor. Carrington devenise îngrijorat de tendințele propriilor ofițeri de a urmări orbește aceste „momeli”. Fetterman era revoltat de ceea ce numea ineficacitatea conducerii lui Carrington. Considera că comandantul Departamentului Platte, generalul Philip St. George Cook, a ordonat garnizoanei să pregătească o campanie agresivă de iarnă.
În dimineața zilei de 21 decembrie 1866, căruțele cu cherestea au fost din nou atacate. Carrington a ordonat unor întăriri - formate din 49 de infanteriști din cea de-a 18-a Infanteri, 27 de cavaleri ai celei de-a 2-a Cavalerii - aflate sub comanda căpitanului Powell să pornească spre locul incidentului. Powell a condus cu două zilei înainte o grupare similară și a refuzat să-i urmărească pe indieni peste culme. Totuși, făcând apel la vechimea sa în funcția de locotentent-colonel, Fetterman a primit comanda întăririlor și a continuat să-i urmărească pe indieni, Powell fiind lăsat în urmă. Un alt ofițer, Lt. George W. Grummond, un alt critic al lui Carrington, a condus cavalerie care era lipsită de comandant încă de la începutul lunii decembrie când locotenentului Bingham a fost ucis. Căpitanul Frederick Brown, șeful intendenței, și alți doi civili, James Wheatley și Issac Fisher, s-au alături lui Fetterman. Astfel, numărul forțelor aflate usb comanda sa erau de 81 de ofițeri și bărbați. Infanteria a mărșăluit prima deoaree cavaleria a fost nevoită să-și recupereze caii.

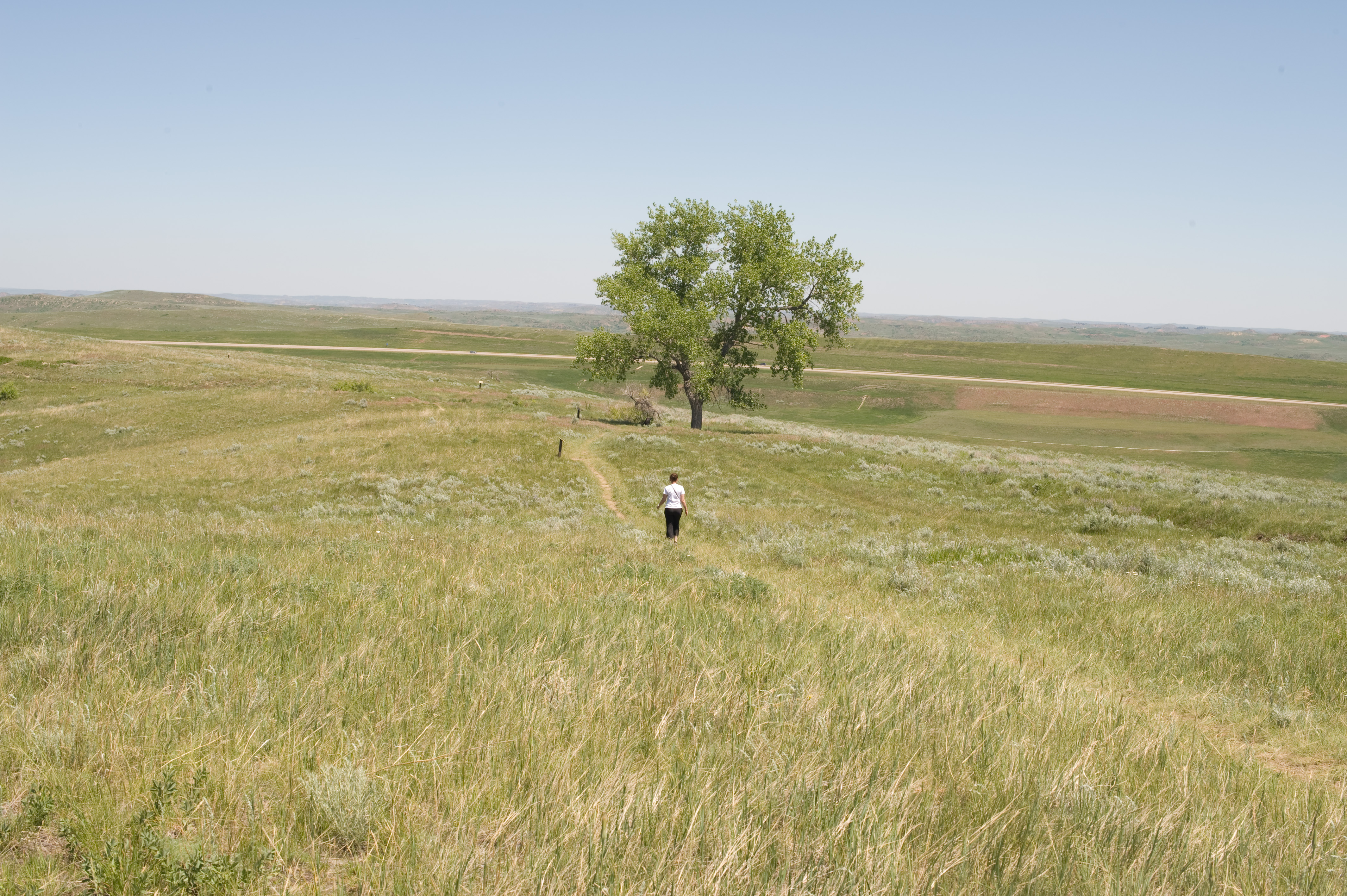
Dealul Masacrului. Aici au fost uciși Fetterman și soldații săi. Triburile Cheyenne și Arapaho erau adunate în stânga (vest) cărării din această fotografie; Lakota erau în dreapta (est).

Colonelul Carrington menționa că i-a ordonat lui Fetterman să nu treacă Creasta Lodge Trail, unde trimiterea altor întăriri ar fi dificilă, și lui Grummond să-i reamintească acestuia de ordinele primite. În loc să mărșăluiască la plecarea din fort către căruța cu cherestea aflată sub asediul indienilor, Fetterman s-a întors spre nord și a trecut Dealurile Sullivant către Culmea Lodge Trail. La câteva minute după plecare, un „grup-momeală” - în care era prezent și Crazy Horse - a apărut pe culme. Fetterman a prins momeala; câțiva războinici călare s-au dezbrăcat și au început să-și miște fesele în fața soldaților. Fetterman și compania sa erau însoțiți de Grummond la trecerea pârâului; s-au desfășurat și au mărșăluit peste culme în urmărirea indienilor. Au intrat în Valea Peno, unde un număr imens de indieni - estimat între 1.000-3.000 - erau prezenți. Au intrat în luptă cu soldații pe 6 decembrie.
Ambuscada nu a fost observată din fort, însă în jurul amiezii, locuitorii fortului au auzit împușcături. Când războinicii Oglala și Cheyenne i-au prins în capcană, soldații nu mai aveau scăpare; nu au existat supraviețuitori. Dovezile indică probabilitatea ca indienii să fi fost fugăriți de cavalerie; trupurile celui mai avansat grup al acesteia au fost găsite la aproape 1.6 km de infanterie în josul culmii.
Din relatările celor care au adunat rămășițele s-a aflat că soldații au fost uciși în trei grupuri. Cel mai avansat și probabil mai eficient, erau cei doi civili, înarmați cu puști Henry, și un număr mic de cavaleri care și-au abandonat caii și s-au adăpostit în spatele stâncilor. În spatele lor pe versant erau trupurile cavalerilor aflați în retragere, înarmați cu carabine Spencer, îngreunați însă de propriii lor cai și de lipsa locurilor în care se puteau adăposti. Și mai sus pe versant erau Fetterman, Brown și infanteriștii. Aceștia erau dotați cu învechitele muschete utilizate în timpul războiului civil; indienii erau înarmați cu arme de foc la fel de arhaice. Soldații au luptat pentru scurt timp până când au rămas fără muniție și au fost năpădiți. 
La auzul împușcăturilor, Carrington a trimis pe moment o trupă formată din 40 de soldați sub comanda căpitanului Tenedor Ten Eyck. La scurt timp, ultimii 30 de cavaleri ai Companiei C au fost trimiși în ajutorul lui Ten Eyck, urmați de două trăsuri, prima fiind încărcată în grabă cu muniție și escortată de alți 40 de bărbați. Carrington a ordonat formarea unei trupe care să apere fortul. Detașamentul a lăsat pentru protecția fortului doar 119 de soldați.
Ten Eyck a urmat o rută ocolitoare și a ajuns în vârful culmii exact la încheierea ostilităților în jurul 12:45 p.m. A transmis un mesaj în care preciza că nu poate localiza trupele lui Fetterman, însă valea era plină de grupuri de indieni care-l provocau să coboare. Ten Eyck a fost aspru criticat pentru faptul că nu a mărșăluit pe câmpul de bătălie, cu toate că prin această acțiune ar fi repetat greșeala lui Fetterman. Acesta a sosit la locul conflictului și a recuperat corpurile oamenilor lui Fetterman. Din cauza amenințării constante, nu s-a reușit recuperarea trupurilor cavalerilor timp de două zile.
Fetterman și întregul său detașament format din 81 de soldați erau morți. Raportul oficial al lui Carrington preciza că Fetterman și Brown s-au împușcat reciproc pentru a evita capturarea. La autopsie, medicii militari au concluzionat că acesta a încetat din viața în urma unei lovituri de cuțit. Subiectul rămâne subiect de dezbatere. Războinicii indieni au mutilat mare parte din trupurile soldaților. Majoritatea erau scalpați, decapitați, dezmembrați, spintecați și deseori castrați, aspecte publicate la scară largă de agențiile de presă. Singurul trup intact era cel al unui tânăr trompetist pe nume Adolph Metzler. Despre acesta se spune că s-ar fi luptat cu câțiva indieni utilizându-și trompeta pe post de ciomag. Pe lângă rana fatală din zona capului și rănile de pe torace, trupul său a fost găsit intact și acoperit cu o haină din blană de bizon. Motivul rămâne necunoscut.
Această bătălie a fost numită „Bătălia celor O Sută de Nimiciți” sau „Battle of the Hundred in the Hand” de către indieni și „Masacrul Fetterman” de către soldați. Va fi cea mai mare înfrângere suferită de armata Statelor Unite pe teritoriul Marilor Câmpii până la bătălia Little Bighorn care se va desfășurat zece ani mai târziu.

### Consecințele Luptei Fetterman

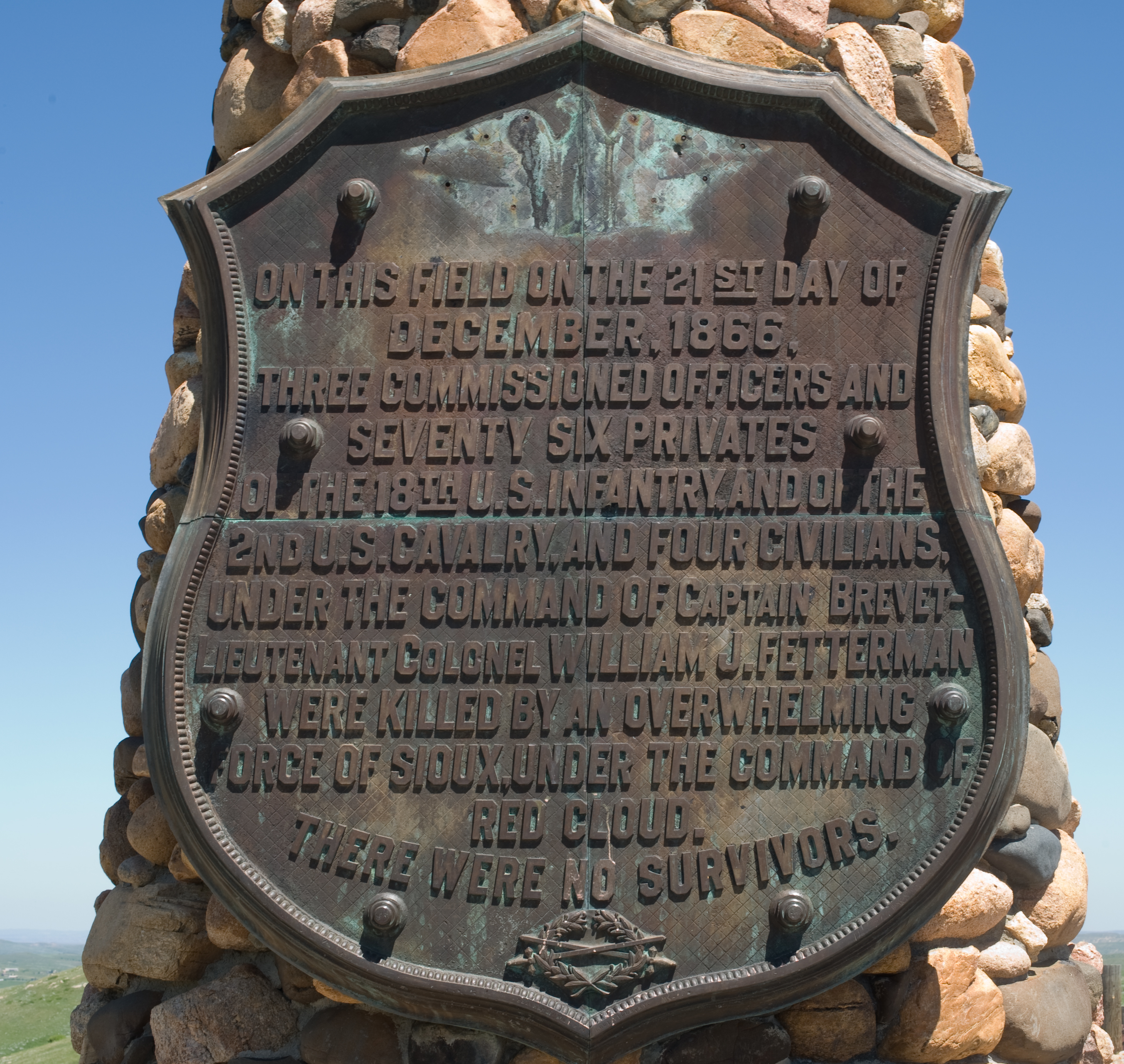
Monumentul Fetterman de pe Dealul Masacrului.

În seara de după dezastrul Fetterman, un civil, John „Portugee” Philips, s-a oferit să transmită un mesaj cu privire la catastrofă către Fortul Laramie. Mesajul lui Carrington pentru generalul Cooke preciza înfrângerea suferită de Fetterman și cerea urgent întăriri și  carabine Spencer. Philips a reușit să parcurgă toate cele 379 km. până la Fortul Laramie în patru zile. O furtuna a început pe 22 decembrie, iar Philips a călătorit prin zăpadă de 30 cm. și temperaturi sub zero grade. Nu a observat vreun indian pe parcursul călătoriei sale. A ajuns la Fortul laramie spre finalul zilei de 25 decembrie în timpul unui bal organizat de Craciun. Amețit și epuizat, a intrat la petrecere pentru a transmite mesajul.
Generalul Cooke l-a eliberat imediat din funcția de comandant pe Carrington și l-a înlocuit cu generalul de brigadă Henry W. Wessells. Acesta din urmă a sosit cu bine la Fortul Kearny pe 16 ianuarie însoțit de două companii ale cavaleriei și patru ale infanteriei. Unul din oamenii săi a murit de frig pe parcursul călătoriei. Carrington a părăsit Fortul Kearny pe 23 ianuarie împreună cu soția sa, respectiv cu alte femei și copii, printre care se afla și soția însărcinată a decedatului locotenent Grummond, pe drum către Fortul Laramie suportând temperaturi de până la -39 C. O jumătate din escorta sa - formată din 60 de soldați - a suferit degerături. Generalul Ulysses S. Grant, comandantul armatei Statelor Unite, nu considera că vina îi aparținea doar lui Carrington. Acesta l-a eliberat din funcție pe Cooke pe 9 ianuarie 1867. Atât o comisie militară de anchetă, cât și Ministerul de Interne, au investigat Lupta Fetterman. Armata nu a obținut nici o concluzie oficială, iar ministerul l-a exonerat pe Carrington. În urma unei râni severe suferite la șold, Carrington a demisionat din comisie în 1870. Și-a petrecut restul zilelor apărându-și acțiunile și condamnând presupusa nespunere a lui Fetterman.
După Lupta Fetterman, indienii s-au disipat în mici grupuri pe parcursul iernii anului 1866-1867. Conflictul s-a diminuat pe durata sezonului. Wessells și oamenii săi din Fortul Phil Kearny s-au descurcat anevoios pe timpul iernii. Lipsa hranei, caii și catârii morți din cauza inaniției, iar scorbutul era prevalent printre soldați. Acesta și-a anulat planurile pentru o campanie agresivă de iarnă împotriva indienilor. În aprilie, raidurile au reînceput de-a lungul Căii spre Oregon în valea râului North Platte. Jurnalistul Henry M. Stanley afirma că „ucigașii ajung să fie atât de domesticați prin multitudinea lor încât nimeni nu-i mai ia în seamă”.
Construcția primei căi ferate transcontinentale care traversa sudul statului Wyoming reprezenta acum problema principală. Deși numărul soldaților a fost sporit de-a lungul Căii Bozeman și la Fortul Laramie ca urmare a dezastrului Fetterman, resursele era încă insuficiente pentru a-i ataca pe indieni. Negocierile în vederea stabilirii păcii purtate de prietenosul lider Lakota, Spotted Tail, cu Red Cloud păreau inițial a da roade, însă s-a dovedit într-un final că reprezentau doar o tactică prin care indienii trăgeau de timp; tribul Lakota își organiza anualul Dans al Soarelui în luna iulie.

### Luptele Hayfield și Wagon Box
Spre finalul lunii iulie 1867, triburile Lakota și Cheyenne și-au continuat atacurile separat. O armată compusă în principal din membri Cheyenne și Arapaho s-au pregătit de un atac asupra Fortului C. F. Smith de pe râul Bighorn în Montana. Altă adunare, în mare parte formată din membri Lakota, au decis să atace Fortul Phil Kearny, la 145 km. sud-est. Tribul Crow locuia în apropierea Fortului Smith și a furnizat informații soldaților din fort cu privire la viitoarele atacuri. Pe 23 iulie, fortul a fost primit întăriri două campanii de infanterie aflate sub comanda locotenent-colonelului Luther P. Bradley. Numărul soldaților din front ajungând la 350.

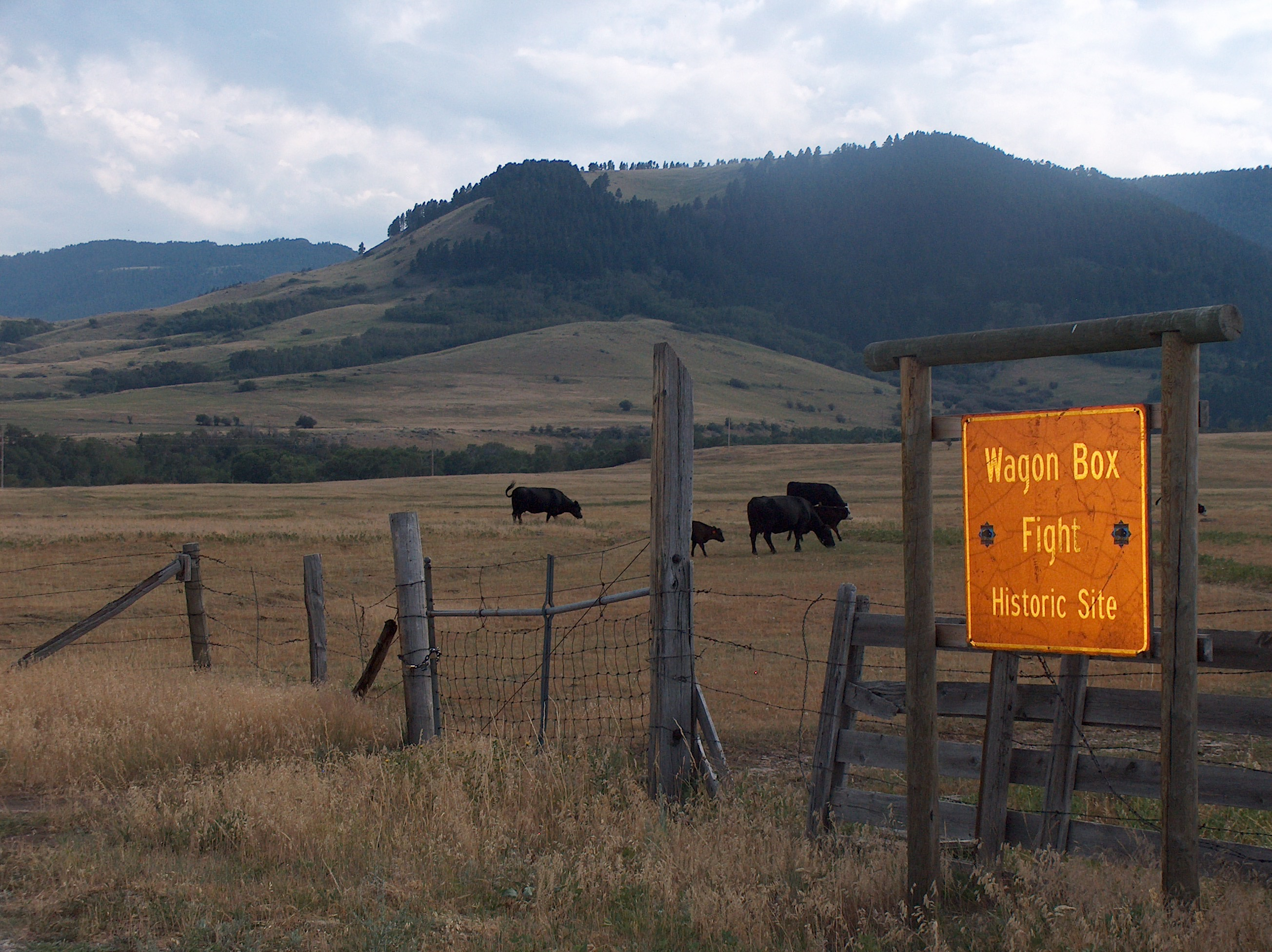
Zona în care a avut loc Lupta Wagon Box, lângă Fortul Phil Kearney, Wyoming.

Cel mai important fapt era că întăririle erau înarmate cu puști Springfield model din 1866, înlocuind muschetele pe care le foloseau înainte soldații. Noile puști aveau o rată de foc de 8 până la 10 împușcături pe minute în comparație cu muschetele care aveau între 3 și 4; de asemenea, noile arme putea fi ușor încărcate și dacă erai întins. Rezervele de armament nou au produs probabil cea mai mare schimbare din război de la Lupta Fetterman. Acestea puteau fi încărcate rapid, iar tacticile indiene de atacare a pozițiilor ofensive în timpul reîncărcării armelor au luat sfârșit. Cu ajutorul noilor puști, soldații puteau rămâne la adăpost în timpul încărcării.
Soldaților din Fortul Smith avea rolul de a-i proteja pe civili în timp ce tăiau fânul pe care îl vor oferi cailor peste iarnă. În dimineața zilei de întâi august, soldații și alți 9 civili lucrau pe camp la aproape 5 km. de Fortul Smith moment în care câteva sute de indieni călare au inițiat un atac; soldații și ceilalți civili s-au adăpostit în spatele buștenilor și în tranșee. Pe parcursul zilei, americanii au respins o serie de atacuri cu ajutorul puștilor. Indienii au încetat atacul în acea după-masă. Americanii au pierdut doi soldați și un civil, respectiv trei oameni au fost răniți. Pierderile indienilor s-au ridicat la opt morți, însă soldații au estimat că au ucis între 18 și 23 de războinici.
Lupta Wagon Box din apropierea fortului Kearny din următoarea zi a fost identic. Douăzeci și șase de soldați și șase civili au poziționat cutiile de lemn din cele 14 vagoane într-o formă ovală în apropierea zonei din care se achiziționează cherestea, iar majoritatea soldaților și civililor s-au adăpostit în spatele acestora în momentul în care dintr-o dată sute de indiei călare și-au făcut apariția. Înarmați cu noile puști Springfield, americanii au respins atacurile indienilor timp de șase ore până la sosirea întăririlor din Fortul Kearny. Trei americani și-au pierdut viața și doi au fost răniți; alți patru tăietori de lemne au fost uciși la aproximativ 1.6 km depărtare. Lupta Wagon Box a fost caracterizată la momentul respectiv drept „cea mai mare bătălie indiană din lume”, pierderile acestora fiind exagerat estimate la 1.500. Istoricul George E. Hyde afirma că indienii au pierdut 6 oameni, respectiv alți 6 au fost răniți, însă nu consideră că aceștia au pierdut conflictul deoarece au capturat un număr mare de catâri și cai. Mulți ani mai târziu, Red Cloud afirma că nu reține lupta Wagon Box, deși dat fiind numărul imens de indieni implicați în acțiune acest fapt pare improbabil.
Rezultatele acestor conflicte au descurajat indienii din a continua atacurile la scară largă, însă nu s-au oprit din a hărțui forturile situate de-a lungul Căii Bozeman și din a ucide soldați și civili. Pe 7 august, indienii au atacat un tren al Union Pacific Railroad la pârâul Plum lângă ceea ce azi este Lexington, Nebraska, la o distanță mare de Comitatul Râului Powder și într-o regiune considerată de către Statele Unite până la momentul respectiv una pașnică. Acest fapt a alarmat guvernul.

## Tratatul de la Fortul Laramie
În ciuda succeselor militare din luptele Hayfield și Wagon Box, guvernul Statelor Unite a încercat să obțină o soluție pașnică în detrimentul celei militare în cazul războiului lui Red Cloud. Încheierea lucrărilor la calea ferată transcontinentală era prioritară, iar armata nu avea suficiente resurse pentru a proteja atât calea ferată, cât și Calea Bozeman de atacurile indienilor. Prezența militară în comitatul Râului Powder era concomitent costisitoare și neproductivă, un număr estimativ de 20.000 de soldați fiind necesari pentru a putea subjuga indienii.

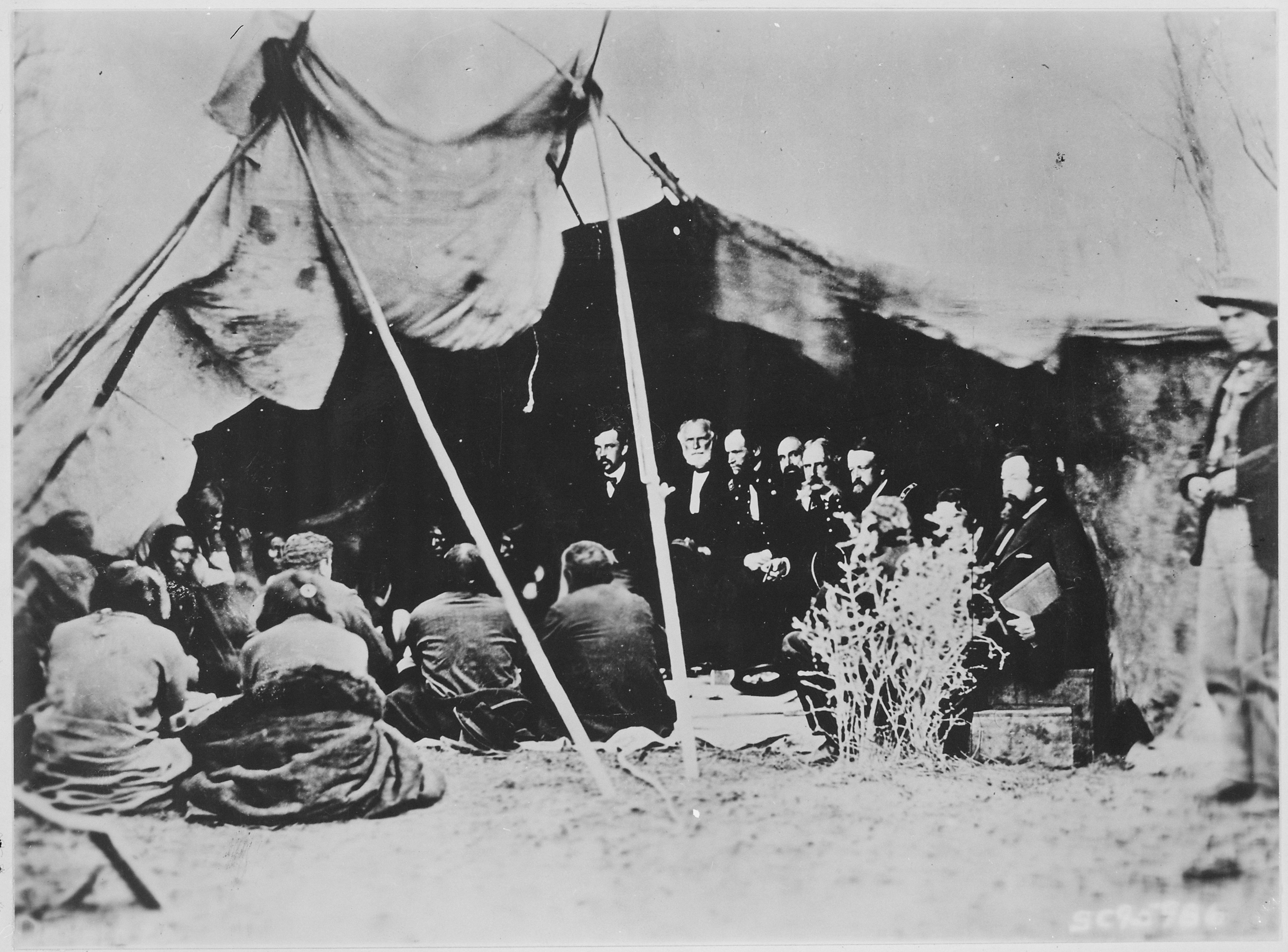
Generalul William T. Sherman (al treilea dinspre stânga) și comisarii la negocieri cu căpeteniile diferitelor clanuri Sioux, inclusiv indieni Arapaho, Fortul Laramie, 1868.

Comisarii acordului de pace au fost trimiși la Fortul Laramie în primăvara anului 1868. Red Cloud a refuzat să-i întâlnească până când armata a abandonat forturile de pe râul Powder: Phil Kearny, C. F. Smith și Reno. În august 1868, soldații guvernamentali au abandonat forturile și s-au retras în fortul Laramie. După plecarea soldaților, indienii au incendiat forturile în următoarea zi. Calea Bozeman a fost închisă pentru totdeauna.
Red Cloud nu a sosit la Fortul Laramie până în noiembrie. Acesta a semnat Tratatul de la Fortul Laramie din 1868 prin care lua naștere Marea Rezervație Sioux (aceasta cuprindea și Dealurile Negre). Rezervația îngloba tot teritoriul la vest de râul Missouri din Dakota de Sud. De asemenea, reprezentanții triburilor nordice Araphao au luat parte la discuții și au semnat tratatul. Acordul declara comitatul Râului Powder drept „teritoriu aborigen”, teritoriu de vânătoare pentru Lakota, Cheyenne și Arapaho, respectiv rezervație pentru indienii care nu doreau să locuiască în noua rezervație. Tratatul acord în același timp indienilor Lakota drepturi de vânătoare în vestul statului Kansas și estul statului Colorado alături de alte populații precum Pawnee. Aceste îndepărtate teritorii de vânătoare aflate în sud și ramificațiile râului Repiblican rămân în proprietatea Statelor Unite, fiind cumpărate de aceștia încă din 1833 când indienii Pawnee le-au vândut teritoriile și alte părți din comitat. Cel mai important fapt este că tratatul specifica exact ce dorea Red Cloud: „niciunui alb nu-i va fi permis să se stabilească sau să ocupe o bucată de pământ” în comitatul Râului Powder „sau să tranziteze teritoriul fără consimțământul indienilor”.
Triburile Lakota permiteau prin tratat construcția „oricărei căi ferate” în afara rezervației. Își cedau „dreptul de a ocupa permanent teritoriul din afara acesteia” și vor „considera rezervația casa lor permanentă”. De asemenea, aceștia au acceptat „să nu atace persoane care călătoresc sau sunt în propria locuință...”.
Deși tratatul a avut loc între Statele Unite și triburile Lakota, efectele acestuia au fost resimțite profund de tribul Crow. Pentru a realiza cererile membrilor Lakota cu privire la zona vestică a râului Powder, Statele Unite au fost nevoiți să o cumpere de la semnatarii tratatului din 1851, tribul Crow, și să recunoască tribul Lakota drept proprietar. Prin urmare, Statele Unite au început discuțiile cu indienii Crow, iar pe 7 mai 1868, aceștia din urmă au acceptat să vândă zone imense din teritoriul câștigat prin semnarea tratatului din 1851. Terenul cedat cuprindea teritoriile de vânătoare ale tribului aflate la vest de râul Powder, aflat deja de câțiva ani sub controlul tribului Lakota și a aliaților săi. Concomitent, tribul Crow a fost de acord să se stabilească într-o mică rezervație întemeiată pe partea sudică a râului Yellowstone, în centrul propriului teritoriu din 1851. Rezerația îngloba „Valea Căpeteniilor”, cunoscută americanilor drept valea Râului Little Bighorn.
Micul trib Ponca reprezenta o altă națiune indiană afectată de noul tratat de la Fortul Laramie. Din greșeală, Statele Unite au oferit tribului Lakota prin tratat dreptul asupra rezervației tribului Ponca.

## Repercusiuni
Suveranitatea tribului Lakota peste comitatul Râului Powder a durat doar opt ani până la începutul războiului Sioux din 1876. Asemănător cu „Războiul lui Red Cloud”, operațiunile militare din 1876 au fost purtate pe teritoriile tribului Crow invadate și anexate de către triburile Lakota. Acord de pace din 1868 le-a permis triburilor Oglala și Lakota să se concentreze din nou pe conflictele intertribale. În noiembrie, după uciderea a doi membri din clanul său, căpetenia Red Cloud a cerut Statelor Unite arme de foc pentru luptele cu tribul Crow. Concomitent, Lakota „și-au continuat raidurile devastatoare” împotriva triburilor Poncas „indignați de faptul că aceștia locuiau pe ceea ce acum era teritoriu Sioux”. Folosindu-se de dreptul de a vâna de-a lungul Râului Repiblican pe teritoriul Statelor Unite în vara anului 1873 - drept garantat de tratat -, două mari tabere Lakota au organizat un atac la scară largă împotriva unui grup de indieni Pawnee în ceea ce avea să fie cunoscut drept Masacrul Canyon.
După 1868, Red Cloud a continuat să locuiască în rezervație. Observând că numărul emigranților și tehnologia Statelor Unite îi vor distruge pe Sioux, Red Cloud a început să lupte cu Biroul Afacerilor Indiene în vederea unei mai bune tratări a oamenilor săi. Acesta a fost un important lider al Lakota pe parcursul perioadei de tranziție: trecerea de la libertatea câmpiilor la rezervația îngrădită. A trăit mai mult decât toate căpetenile importante care au luat parte la războaiele indiene. A încetat din viața în 1909 în Rezervația Pine Ridge, unde a și fost înmormântat. Fetterman, Brown și soldații Statelor Unite uciși în Lupta Fetterman din 1866 au fost reînmormântați în Cimitirul Național al Statelor Unite la Monumentul Național Câmpul de Bătălie Little Bihgorn, lângă Crow Agency, Montana.